# Эйшен, Поль
Поль Эйшен (фр. Paul Eyschen; 9 сентября 1841, Дикирх — 11 октября 1915) — люксембургский политик, юрист и дипломат. Он был восьмым премьер-министром Люксембурга и служил на этой должности в течение 27 лет, с 22 сентября 1888 до своей смерти, 11 октября 1915 года.

## Биография
Сын Карла Жерара Эйшена, бывшего министра юстиции. В 1860 году окончил высшую школу Люксембурга. После получения юридического образования в Бонне и Париже работал адвокатом. Был принят в коллегию адвокатов Люксембурга 9 ноября 1865 года.
На выборах 12 июня 1866 года Эйшен был избран в палату депутатов от кантона Вильц, хотя ему не было 25 лет на момент голосования, что являлось минимальным возрастом для занятия должности депутата в соответствии с требованиями конституции того времени. Его победа на выборах была аннулирована парламентом по инициативе Феликса де Блогхаузеном, что стало первым подобным случаем в истории страны, но когда на выборах 10 ноября в парламенте снова появилось вакантное место, он выиграл их вновь и, будучи уже 25-летним, стал депутатом.
В 1875 году он был назначен временным поверенным в делах в Германской империи, в этом качестве он служил до 1888 года. Во время германской оккупации Люксембурга играл важную роль в сохранении национального единства, но умер в конце второго года оккупации.